# Гинвил (герб)
Гинвил (пол. Ginwiłł) — польский дворянский герб.

## Описание
В червлёном поле золотой срубленный пень, на котором сидит чёрный ястреб вправо. Намёт червлёный, подбитый золотом. В нашлемнике три страусовых пера.

## Герб используют
6 родов
Ginwił, Ginwiłł, Korwin, Кульвецы (Kulwieć), Kulwiocki, Piotrowski